# Georges Tattegrain
Pour les articles homonymes, voir Tattegrain.
Georges Gabriel Tattegrain, né le 5 novembre 1845 à Péronne (Somme), et mort le 16 décembre 1916 à Lamalou-les-Bains (Hérault), est un  avocat, poète et sculpteur français.
Il est le frère aîné du peintre Francis Tattegrain.

## Biographie
Georges Tattegrain est le second fils de Charles Louis Jules Tattegrain (1806-1879) et de son épouse, Thérèse Marie Voillemier (1819-1881). Il est le frère aîné du peintre Francis Tattegrain. Depuis plusieurs générations, cette famille comptait un grand nombre de magistrats de Péronne et des environs. Leur bisaïeul est mayeur de Péronne en 1781.
Licencié en droit, Georges Tattegrain se destine à la profession d'avocat. Son éducation en fait un homme de tradition, passionné d'archéologie.
Le 4 avril 1872, il épouse Adrienne Jeanne Marguerite Virginie Jérosme à Amiens. Le couple aura deux enfants : Renée Hermance en 1875, et Jacques Jean Roger en 1881. Le 31 janvier 1904 à Sainte-Émilie, il marie son fils Jacques Jean Roger Tattegrain avec Émilie Marthe Vion (1881-1962) qui, en 1906, donne naissance à un fils, André Georges Tattegrain, fondateur du musée Tattegrain (aujourd'hui disparu) au no 74 rue de la Faisanderie à Paris.

### Sculpteur et poète
Georges Tattegrain devient lieutenant de la Garde nationale mobile pendant la guerre franco-allemande de 1870. Après la guerre, il s'adonne à la poésie et à la sculpture. Il débute au Salon des artistes français de 1877.
Il est membre du comité des Rosatis picards.
Président pendant plus de vingt ans de la Société des amis des arts de la Somme, il fonde, avec Francis Tattegrain, son frère dont il était très proche, l'Académie de l'Omignon, société intellectuelle fantaisiste dont ils furent les seuls membres.
Il réside rue Saint-Fuscien à Amiens et au château de Devise, près de Péronne, de 1877 à 1906. Il devient maire de la commune de Devise et c'est dans ce village qu'il fait, avec son frère, la connaissance de Camille Saint-Saëns qui y réside en 1877, et où il compose Samson et Dalila et Le Timbre d'Argent. Camille Saint-Saëns fit l'acquisition d'un tableau de Francis Tattegrain.
Ses vers furent publiés dans la Revue des enfants du Nord et dans des journaux de la Somme. Il écrivit un grand nombre de discours et d'études dont peu nous sont parvenus.
La ville de Paris a donné le nom de place Tattegrain à une voie du 16e arrondissement en hommage à Georges et Francis Tattegrain.

## Publications
- L'Éducation de l'œil et l'art de voir, texte de son discours de réception à l'Académie des sciences, des lettres et des arts d'Amiens en 1898 (éditeur?) ;
- P. Ansart, Chès hortillonages, préface de Georges Tattegrain et Octave Thorel, J. Boquet & Cie, 1900.

## Œuvres dans les collections publiques
- Outreau, cimetière de l'église Saint-Wandrille : Paul Perrochaud, 1880, buste en calcaire et bronze ornant la sépulture de la famille Perrochaud[4].
- Péronne, musée Alfred Danicourt : Hector Crinon, 1892, plâtre patiné[5]
- Vraignes-en-Vermandois: Monument à Hector Crinon, 1892, bronze, détruit par l'occupant allemand en 1944. Une copie en pierre d'après l'œuvre de Tattegrain a été installée en 1972 ;
- Localisation inconnue, anciennement à Paris au musée Tattegrain : Deux pigeons roucoulant, marbre blanc.

## Salons et expositions
- 1877 : Salon des artistes français ;
- 1879 : Salon des indépendants, Moissonneuse de la Picardie, buste en plâtre ;
- 1880 : Salon des artistes français, Moissonneuse de la Picardie, buste en plâtre ; Travailleur, buste en plâtre ;
- 1881 : Salon des artistes français.
- Du 5 septembre au 18 septembre 2011 : Péronne, Palettes et ciseaux, exposition collective avec des œuvres de Georges et Francis Tattegrain.

### Autre source
« « Tattegrain Georges Gabriel », notice biographique », notice no 08150000203, sur la plateforme ouverte du patrimoine, base Joconde, ministère français de la Culture